# Adam Gottlob Oehlenschläger
Adam Gottlob Oehlenschläger, né le 14 novembre 1779 à Copenhague et mort le 20 janvier 1850 dans la même ville, est un poète et dramaturge danois romantique en littérature danoise, auteur de l'hymne national danois et du texte de l’Aladdin (1805) de Carl Nielsen. Professeur honoraire d'esthétique à l'université de Copenhague, il sera remplacé par son disciple et ami Johannes Carsten Hauch.

## Œuvres
- Vaerker. 11 Bde., hrsg. von der Oehlenschläger Selskabet, Kopenhagen 1972 f.
- Langelands-reise i sommeren 1804. 1972.
- Oehlenschlägers Levnet fortalt af ham selv. 2 Bde., 1974.
- Axel og Valborg. 1975 (1810)  (ISBN 978-87-87530-01-9).
- Helge. 1976  (ISBN 978-87-87530-03-3).
- Nordens guder. 1976  (ISBN 978-87-87530-02-6).
- Lyrik. 1977  (ISBN 978-87-87530-05-7).
- Aladdin eller den forunderlige lampe. 1978  (ISBN 978-87-87530-08-8).
- Digte. 1979  (ISBN 978-87-87530-07-1).
- Æstetiske Skrifter 1800-1812. 1980  (ISBN 978-87-87530-09-5).
- Hakon Jarl hin Rige. 1981  (ISBN 978-87-87530-10-1).
- Prosa. 1987  (ISBN 978-87-87530-13-2).
- Schriften. (Dt. Ausg.) 18 Bde., Breslau 1829/30.
- Werke. (Dt. Ausg.) 21 Bde., Breslau 1839.

### Premiers écrits
- Aladdin eller den forunderlige lampe. Kopenhagen 1805 / dt. Aladdin oder Die Wunderlampe. Amsterdam 1808
- Axel og Valborg. Kopenhagen 1810 / dt.  Axel und Walburg, Tübingen 1810 (Faks.-Dr. Bern und F/M 1989).
- Corregio. Kopenhagen 1811 / dt. Corregio, Stuttgart u. Tübingen 1816.
- Hakon Jarl hin Rige. Kopenhagen 1808 / dt. Hakon Jarl, Tübingen 1809.
- Palnatoke. Kopenhagen 1809 / dt. Palnatoke, Stuttgart u. Tübingen 1819.
- Erindringer. 4 Bde., Kopenhagen 1850-51 / dt. Meine Lebens-Erinnerungen, 4 Bde., Leipzig 1850-51.